# Sierpnica (roślina)
Sierpnica (Falcaria Fabr.) – rodzaj roślin należący do rodziny selerowatych. Obejmuje w zależności od ujęcia jeden gatunek lub 3–4 gatunki. Rośliny te występują w basenie Morza Śródziemnego, w Europie, Azji zachodniej i środkowej. W Polsce rośnie jeden gatunek – sierpnica pospolita Falcaria vulgaris.

## Systematyka
Rodzaj w obrębie rodziny selerowatych (baldaszkowatych) Apiaceae klasyfikowany jest do podrodziny Apioideae, plemienia Careae.